# II. općinska nogometna liga Slavonski Brod 1988./89.
II. općinska nogometna liga Slavonski Brod za sezonu 1988./89. je bila liga sedmog stupnja nogometnog prvenstva Jugoslavije. 

Liga je igrana u dvije skupine:
- "Istok" – 12 klubova, prvak "Slavonac" iz Starih Perkovaca
- "Zapad" – 11 klubova, prvak "Vinogorac" iz Brodskog Vinogorja

## Istok
Ljestvica
| mj. | klub                     | ut. | pob. | ner.  | por. | gol+ | gol- | bod |
| --- | ------------------------ | --- | ---- | ----- | ---- | ---- | ---- | --- |
| 1.  | Slavonac Stari Perkovci  | 22  | 13   | 5 (5) | 4    | 46   | 16   | 31  |
| 2.  | Sloga Vrpolje            | 22  | 14   | 5 (3) | 3    | 45   | 17   | 31  |
| 3.  | Bratstvo Vranovci        | 21  | 14   | 3 (1) | 4    | 47   | 13   | 29  |
| 4.  | Graničar Slavonski Šamac | 21  | 11   | 5 (1) | 5    | 45   | 34   | 23  |
| 5.  | Dilj Klokočevik          | 22  | 10   | 3 (3) | 9    | 39   | 26   | 23  |
| 6.  | Sava Svilaj              | 21  | 8    | 6 (2) | 7    | 30   | 27   | 18  |
| 7.  | Slavonac Gornja Bebrina  | 21  | 7    | 2 (2) | 12   | 30   | 49   | 16  |
| 8.  | Slaven Trnjani           | 21  | 5    | 6 (4) | 10   | 36   | 42   | 14  |
| 9.  | Radnički Sapci           | 22  | 6    | 4 (2) | 12   | 34   | 37   | 14  |
| 10. | Jedinstvo Kruševica      | 21  | 7    | 5 (3) | 9    | 32   | 41   | 13  |
| 11. | Sloga Jaruge             | 20  | 4    | 4 (2) | 12   | 25   | 57   | 10  |
| 12. | Raketa Beravci           | 21  | 4    | 4 (2) | 13   | 32   | 49   | 10  |

- U slučaju neriješenog rezultata se izvodilo raspucavanje jedanaesterca te bi pobjednik dobio 1 bod, a poraženi u raspucavanju bi ostao bez bodova
- ljestvica bez rezultata 4 utakmice

Rezultatska križaljka
| kratica | klub                     | BRA | DILJ | GRA | JED | RAD | RAK | SAVA | SLAVE | SLAVOGB | SLAVOSP | SLOJ | SLOV |
| --- | ------------------------ | --- | ---- | --- | --- | --- | --- | ---- | ----- | ------- | ------- | ---- | ---- |
| BRA | Bratstvo Vranovci        |     |      |     |     |     |     |      |       |         |         |      |      |
| DILJ | Dilj Klokočevik          |     |      |     |     |     |     |      |       |         |         |      |      |
| GRA | Graničar Slavonski Šamac |     |      |     |     |     |     |      |       |         |         |      |      |
| JED | Jedinstvo Kruševica      |     |      |     |     |     |     |      |       |         |         |      |      |
| RAD | Radnički Sapci           |     |      |     |     |     |     |      |       |         |         |      |      |
| RAK | Raketa Beravci           |     |      |     |     |     |     |      |       |         |         |      |      |
| SAVA | Sava Svilaj              |     |      |     |     |     |     |      |       |         |         |      |      |
| SLAVE | Slaven Trnjani           |     |      |     |     |     |     |      |       |         |         |      |      |
| SLAVOGB | Slavonac Gornja Bebrina  |     |      |     |     |     |     |      |       |         |         |      |      |
| SLAVOSP | Slavonac Stari Perkovci  |     |      |     |     |     |     |      |       |         |         |      |      |
| SLOJ | Sloga Jaruge             |     |      |     |     |     |     |      |       |         |         |      |      |
| SLOV | Sloga Vrpolje            |     |      |     |     |     |     |      |       |         |         |      |      |
| |                          |     |      |     |     |     |     |      |       |         |         |      |      |
| podebljan rezultat - utakmice od 1. do 11. kola (1. utakmica između klubova) rezultat normalne debljine - utakmice od 12. do 22. kola (2. utakmica između klubova) rezultat nakošen - nije vidljiv redoslijed odigravanja međusobnih utakmica iz dostupnih izvora rezultat smanjen * - iz dostupnih izvora nije uočljiv domaćin susreta prekrižen rezultat - poništena ili brisana utakmica p - utakmica prekinuta 3:0 p.f. / 0:3 p.f. - rezultat 3:0 bez borbe (_:_ 11 m) - rezultat u raspucavanju jedanaesteraca u slučaju neriješenog rezultata |                          |     |      |     |     |     |     |      |       |         |         |      |      |

## Zapad
Ljestvica
| mj. | klub                        | ut. | pob. | ner. | por. | gol+ | gol- | bod |
| --- | --------------------------- | --- | ---- | ---- | ---- | ---- | ---- | --- |
| 1.  | Vinogorac Brodsko Vinogorje |     |      |      |      |      |      |     |
| 2.  | Polet Stari Slatinik        |     |      |      |      |      |      |     |
| 3.  | Slavonac Brodski Stupnik    |     |      |      |      |      |      |     |
| 4.  | Graničar Klakar             |     |      |      |      |      |      |     |
| 5.  | Posavac Kaniža              |     |      |      |      |      |      |     |
| 6.  | BONK Bebrina                |     |      |      |      |      |      |     |
| 7.  | Proleter Šumeće             |     |      |      |      |      |      |     |
| 8.  | Mladost Sibinj              |     |      |      |      |      |      |     |
| 9.  | Gaj Zbjeg                   |     |      |      |      |      |      |     |
| 10. | Sava Slavonski Brod         |     |      |      |      |      |      |     |
| 11. | Slavonac Slavonski Kobaš    |     |      |      |      |      |      |     |

- U slučaju neriješenog rezultata se izvodilo raspucavanje jedanaesterca te bi pobjednik dobio 1 bod, a poraženi u raspucavanju bi ostao bez bodova

Rezultatska križaljka
| kratica | klub                        | BONK | GAJ | GRA | MLA | POL | POS | PRO | SAVA | SLABS | SLASK | VIN |
| --- | --------------------------- | ---- | --- | --- | --- | --- | --- | --- | ---- | ----- | ----- | --- |
| BONK | BONK Bebrina                |      |     |     |     |     |     |     |      |       |       |     |
| GAJ | Gaj Zbjeg                   |      |     |     |     |     |     |     |      |       |       |     |
| GRA | Graničar Klakar             |      |     |     |     |     |     |     |      |       |       |     |
| MLA | Mladost Sibinj              |      |     |     |     |     |     |     |      |       |       |     |
| POL | Polet Stari Slatinik        |      |     |     |     |     |     |     |      |       |       |     |
| POS | Posavac Kaniža              |      |     |     |     |     |     |     |      |       |       |     |
| PRO | Proleter Šumeće             |      |     |     |     |     |     |     |      |       |       |     |
| SAVA | Sava Slavonski Brod         |      |     |     |     |     |     |     |      |       |       |     |
| SLABS | Slavonac Brodski Stupnik    |      |     |     |     |     |     |     |      |       |       |     |
| SLASK | Slavonac Slavonski Kobaš    |      |     |     |     |     |     |     |      |       |       |     |
| VIN | Vinogorac Brodsko Vinogorje |      |     |     |     |     |     |     |      |       |       |     |
| |                             |      |     |     |     |     |     |     |      |       |       |     |
| podebljan rezultat - utakmice od 1. do 11. kola (1. utakmica između klubova) rezultat normalne debljine - utakmice od 12. do 22. kola (2. utakmica između klubova) rezultat nakošen - nije vidljiv redoslijed odigravanja međusobnih utakmica iz dostupnih izvora rezultat smanjen * - iz dostupnih izvora nije uočljiv domaćin susreta prekrižen rezultat - poništena ili brisana utakmica p - utakmica prekinuta 3:0 p.f. / 0:3 p.f. - rezultat 3:0 bez borbe (_:_ 11 m) - rezultat u raspucavanju jedanaesteraca u slučaju neriješenog rezultata |                             |      |     |     |     |     |     |     |      |       |       |     |